# マードー・ラーオ・シンディア2世
マードー・ラーオ・シンディア2世（Madho Rao Scindia II, 1876年10月20日 - 1925年6月5日）は、 シンディア家の当主、グワーリヤル藩王国の君主（在位：1886年 - 1925年）

## 生涯

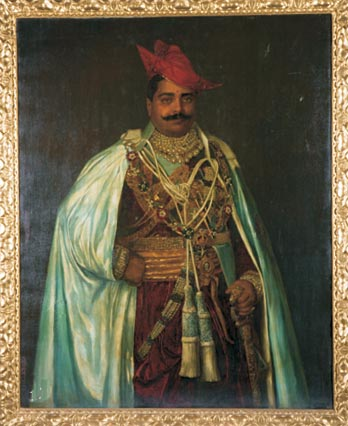
マードー・ラーオ・シンディア2世

1876年10月20日、シンディア家当主にして藩王ジャヤージー・ラーオ・シンディアの息子として生まれた。
1886年6月20日、ジャヤージー・ラーオは死亡し、マードー・ラーオ・シンディア2世がその地位を継承した。
1894年12月15日までマードー・ラーオは摂政評議会の下で統治し、以降は自身で統治をはじめた。
1900年、清朝中国で義和団の乱がおきると、イギリス軍（イギリス領インド帝国軍）の一員として中国へと赴き、傷病兵の救護にあたった。
1902年8月9日、ウェストミンスター寺院で行われたイギリス初代国王エドワード7世の戴冠式に出席した。
1903年1月1日、マードー・ラーオはデリー・ダルバールに出席し、21発の祝砲を受けた（本来なら19発）。
1911年6月2日、ウェストミンスター寺院で行われたイギリス国王ジョージ5世の戴冠式に出席した。
同年12月12日、マードー・ラーオは再びデリー・ダルバールに出席した際、このとき21発の祝砲を受けた。
1925年6月5日、マードー・ラーオはフランスを旅行中、パリで急死した。その遺体はパリ郊外のペール・ラシェーズ墓地で火葬された。

## 人物
- 旅行家であり、イギリス、フランスなどヨーロッパ諸国へとよく旅立った。
- 英国に対して忠誠心が厚く、2度の英王戴冠式に出席したばかりか、息子の名の一部にはジョージ5世の名を入れた。
- ヴァドーダラー藩王サヤージー・ラーオ・ガーイクワード3世の娘インディラー・ラージェー（インディラー・デーヴィー）の婚約者であった。しかし、インディラがクーチ・ビハール藩王国の王子ジーテーンドラ・ナーラーヤンと恋に落ちたため、結局これは破談となった。